# Đại học Quốc gia Singapore
Đại học Quốc gia Singapore, thường được gọi tắt là NUS, là viện đại học lâu đời và lớn nhất về số lượng sinh viên tại Singapore. Là viện đại học đầu tiên được thành lập ở Singapore vào năm 1905, theo dạng công lập tự chủ, và là trường đại học nghiên cứu tổng hợp với các chuyên ngành khác nhau. 
Năm 2024, NUS đứng thứ 8 trong bảng xếp hạng các trường đại học danh tiếng nhất trên thế giới và là đại học đứng đầu châu Á theo bảng xếp hạng đại học Bảng xếp hạng đại học QS. NUS cũng xếp thứ 19 trong bảng Xếp hạng đại học thế giới Times Higher Education, và thứ 22 trên US News World Ranking trong năm 2024. NUS được đánh giá là một trong những trường đại học danh giá nhất tại Singapore và Châu Á nói chung, với tỉ lệ chấp thuận tương đối cạnh tranh, chất lượng giáo dục tiên phong tại khu vực, và chất lượng đầu ra uy tín.
Khuôn viên chính của NUS tọa lạc ở khu vực tây nam của Singapore, gần với dốc Kent Ridge, bao phủ hơn 150 hecta. Ngoài ra, NUS còn có hai khuôn viên khác - một khuôn viên nằm ở Outram được hợp tác với Đại học Duke, và một khuôn viên ở Bukit Timah cho Khoa Luật và Trường Chính sách công Lý Quang Diêu. Ngoài ra, trường còn bao gồm viện đại học khai phóng Yale-NUS (hợp tác với Đại học Yale) - hiện dự kiến sẽ được sát nhập vào NUS vào cuối năm 2025.

## Lịch sử
Vào tháng 9 năm 1904, Tan Jiak Kim và một nhóm các đại diện người Hoa tại thuộc địa Singapore của Anh kiến nghị Toàn Quyền Anh bấy giờ - John Anderson - để thành lập một trường Y ở Singapore. Vào tháng 3 năm 1905, một trường Y được thành lập (hiện là ký túc xá KE VII của NUS), và đến năm 1913, được đổi tên thành Trường Y Vua Edward VII. Đến năm 1921, trường được đổi tên thành Cao đẳng Y Vua Edward VII. Vào năm 1928, trường Cao đẳng Raffles được thành lập. 
Đến năm 1949, Cao đẳng Raffles và Cao đẳng Y Edward VII được sát nhập thành Đại học Malaya - với mục đích khuyến học đại học ở Liên Bang Malaya bấy giờ. Tiền thân của NUS bấy giờ là cơ sở hai của Đại học Malaya (với cơ sở chính tại thủ đô Kuala Lumpur). Vào năm 1955, Viện Đại học Nanyang được thành lập dựa trên mong muốn của cộng đồng người Hoa tại Singapore bấy giờ.
Đến khoảng những năm 1960, khi tình hình nội bộ ở Liên bang Malaya và Singapore trở nên căng thẳng, và khi Singapore rút khỏi Malaysia, cơ sở 2 của Đại học Malaya bấy giờ được đổi tên thành Viện Đại học Singapore vào năm 1962 (cơ sở 1 ở Malaysia vẫn giữ nguyên tên gọi là Đại học Malaya).
Hiện thân Đại học Quốc gia Singapore ngày nay được thành lập qua sự sáp nhập của Đại học Singapore và Viện Đại học Nanyang vào mồng 6 tháng 8 năm 1980. Mục đích của sự sáp nhập là để đồng nhất các tài nguyên của 2 trường này vào một, để dễ quản lý và để củng cố hệ thống giáo dục đại học tại Singapore bấy giờ. 
Hiện nay, NUS bao gồm 17 Khoa và Trường, phân ra ở 3 cơ sở khác nhau (trong đó cơ sở chính vẫn nằm ở dốc Kent Ridge).

## Giảng dạy
Phương pháp giảng dạy và tính tín chỉ của NUS có thể nói là sự hỗn hợp của giáo dục Anh và giáo dục Mỹ. Học sinh của NUS học theo hệ thống lecture-tutorial (lớp lớn trên giảng đường và lớp phụ đạo nhỏ hơn), nhưng cũng theo hệ thống tín chỉ của Mỹ và hệ thống lớp học hội thảo của Mỹ. Học sinh được phép thay đổi chuyên ngành, tham gia các lớp học hoặc theo đuổi ngành phụ ở một Khoa/Trường khác, hoặc theo đuổi chương trình song bằng. Các môn học của NUS được phân thành các tín chỉ khác nhau (phần lớn đều là 4 tín chỉ), và để đăng ký môn, học sinh cần phải đạt được một lượng điểm ưu tiên nhất định dựa trên niên khóa học sinh, ngành học liên quan, và ưu tiên của học sinh cho môn đăng ký.
NUS có các cơ hội khác nhau cho học sinh - như chương trình nghiên cứu ở bậc cử nhân (Undegraduate Research Opportunities Program), hay các chương trình trao đổi quốc tế (Student Exchange Program), chương trình trao đổi khởi nghiệp (NUS Oversea College).

## Cơ cấu tổ chức

### Trường Kinh doanh

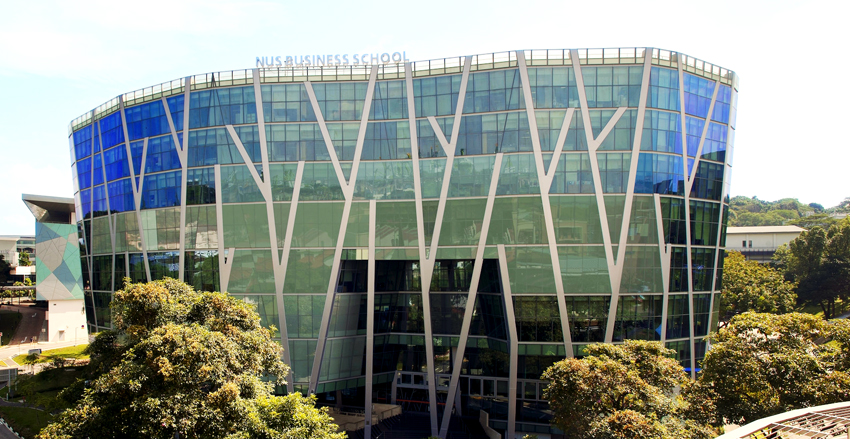
Tòa nhà Mochtar Riady của Trường Kinh doanh NUS

NUS Business School (Trường Kinh Doanh Đại học Quốc gia Singapore) được thành lập vào năm 1965, tiền thân là Khoa Quản trị Kinh Doanh của trường. Đơn vị bao gồm 7 chuyên khoa: Kế toán, Chiến lược và Chính sách, Khoa học Quyết định, Tài chính, Quản lý và Tổ chức, Marketing, và Bất động sản (mới được sát nhập năm 2021).
Chương trình MBA của NUS hiện xếp thứ 18 theo bảng xếp hạng của Financial Times Global Rankings, hợp tác với các trường đại học và tổ chức tài chính quốc tế khác.

### Trường Công nghệ Thông tin

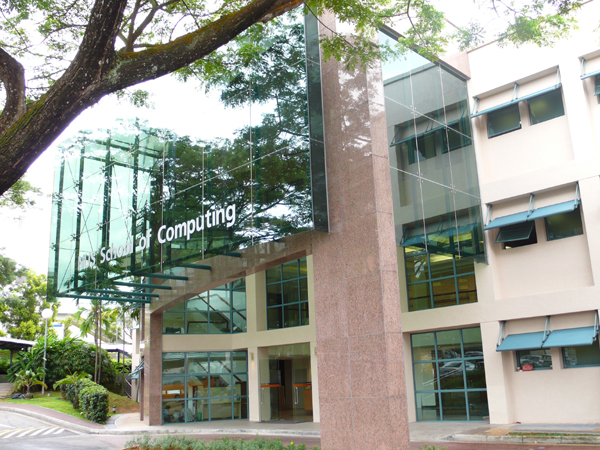
COM1 - Trường Công nghệ Thông tin NUS

NUS School of Computing (Trường Công nghệ Thông tin Đại học Quốc gia Singapore) được thành lập vào năm 1998, bao gồm hai phân khoa - khoa Khoa học máy tính, và khoa Hệ thống thông tin và Phân tích. 
Trường CNTT NUS nhiều năm xếp trong top 10 các trường dạy Khoa học Máy tính tốt nhất thế giới. Chương trình cao học Master in Computing cho phép sinh viên hoàn thiện bằng luận án hoặc tính chỉ.

### Phân khoa Nha Khoa

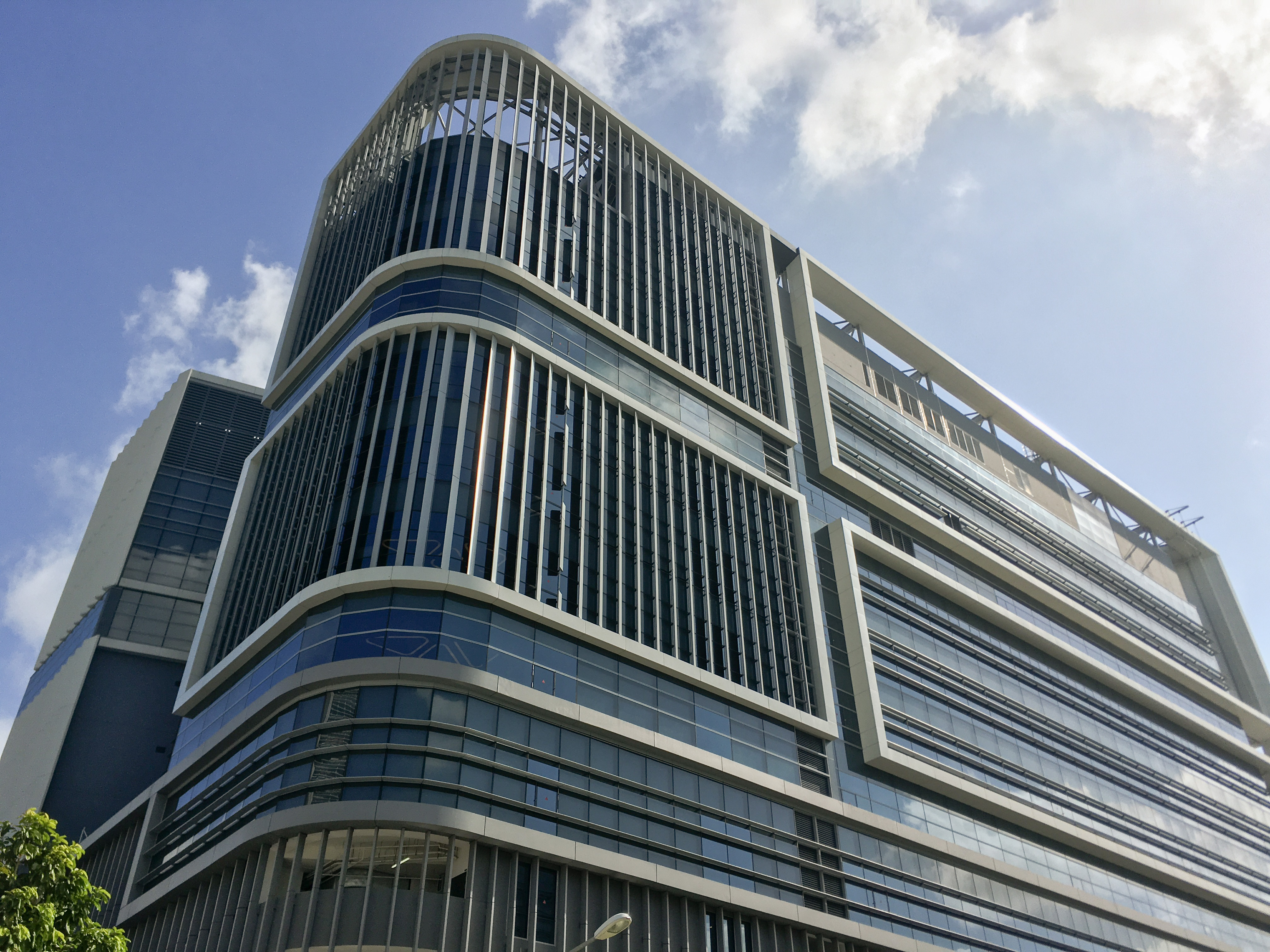
Khoa Nha Khoa

Faculty of Dentistry (hay Viện Nha Khoa) được thành lập vào năm 1929 trong khuôn viên của tiền thân Trường Cao Đẳng Y Vua Edward VII thời bấy giờ.

### Trường Thiết kế và Môi trường (cũ)
Trường Thiết kế và Môi trường hiện đã được sát nhập vào phân khoa Kỹ thuật NUS.

### Trường Y Duke-NUS
Trường Y Duke-NUS là hợp tác của NUS với Đại học Duke ở Bắc Carolina (Hoa Kỳ) - chủ yếu tập trung vào nghiên cứu y học sau đại hoc.

### Phân khoa Kỹ thuật

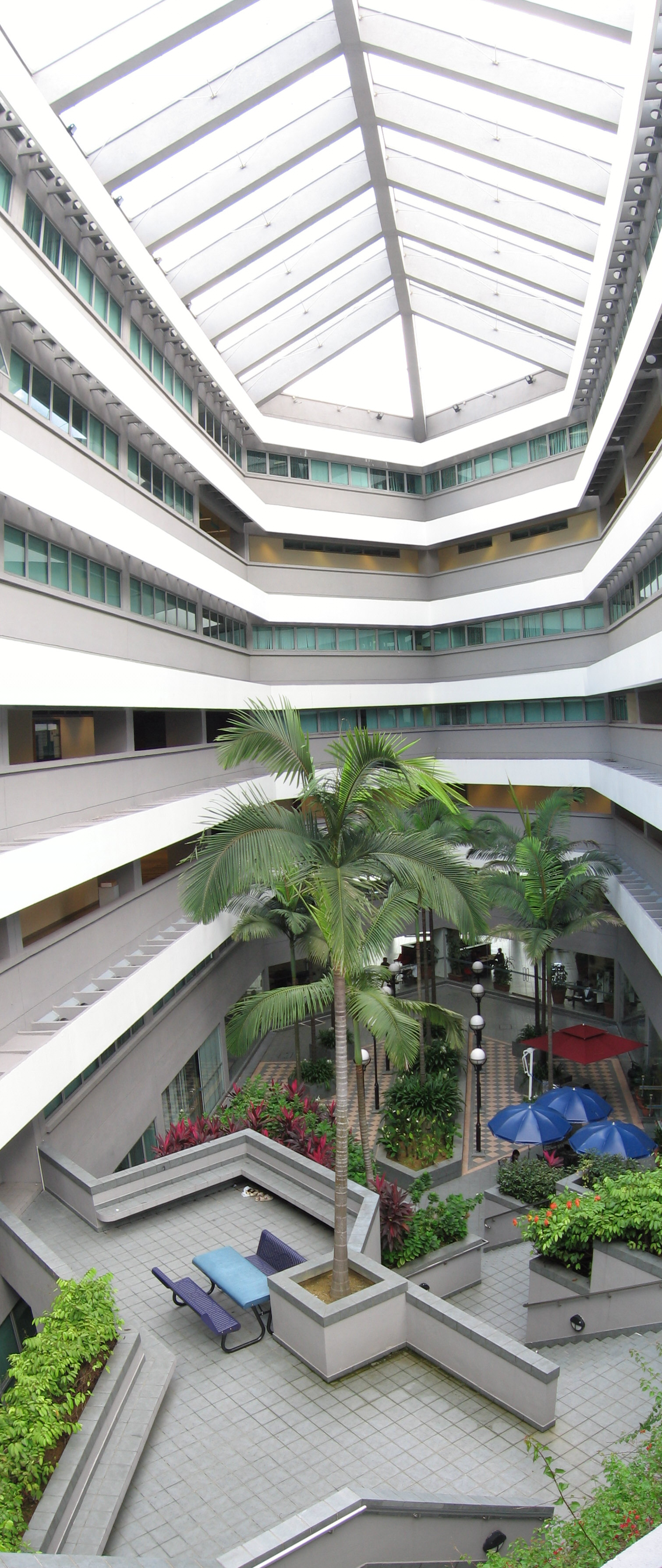
Phân khoa Kỹ thuật NUS

Phân khoa Kỹ thuật NUS được thành lập vào năm 1968 và là phân khoa lớn nhất của trường hiện tại. Các phân khoa nhỏ hơn bao gồm phân khoa Kỹ thuật Y Sinh, phân khoa Kỹ thuật Hóa, phân khoa Kỹ thuật xây dựng và Môi trường, phân khoa Kỹ thuật điện và Máy tính, phân khoa Kỹ thuật Hệ thống Công nghiệp và Quản lý, phân khoa Kỹ thuật Vật liệu, và phân khoa Cơ khí.
Phân khoa Kỹ thuật NUS nhiều năm xếp trong top 10 các trường Kỹ thuật tốt nhất thế giới theo các bảng xếp hạng uy tín.

### Phân khoa Khoa học và Nhân văn
Phân khoa Khoa học và Nhân văn được sát nhập từ hai phân khoa lớn của trường - phân khoa Khoa học Tự nhiên, và phân khoa Khoa học xã hội và Nhân văn vào năm 2021.  
Phân khoa Khoa học xã hội và Nhân văn (FASS) được chia làm ba đơn vị - Châu Á học, Nhân văn, và Khoa học xã hội.
Phân khoa Khoa học Tự nhiên bao gồm các khoa Sinh học, khoa Hóa học, khoa Công nghệ thực phẩm, khoa Toán học, khoa Dược học, khoa Vật lý, và khoa Xác suất thống kê. 

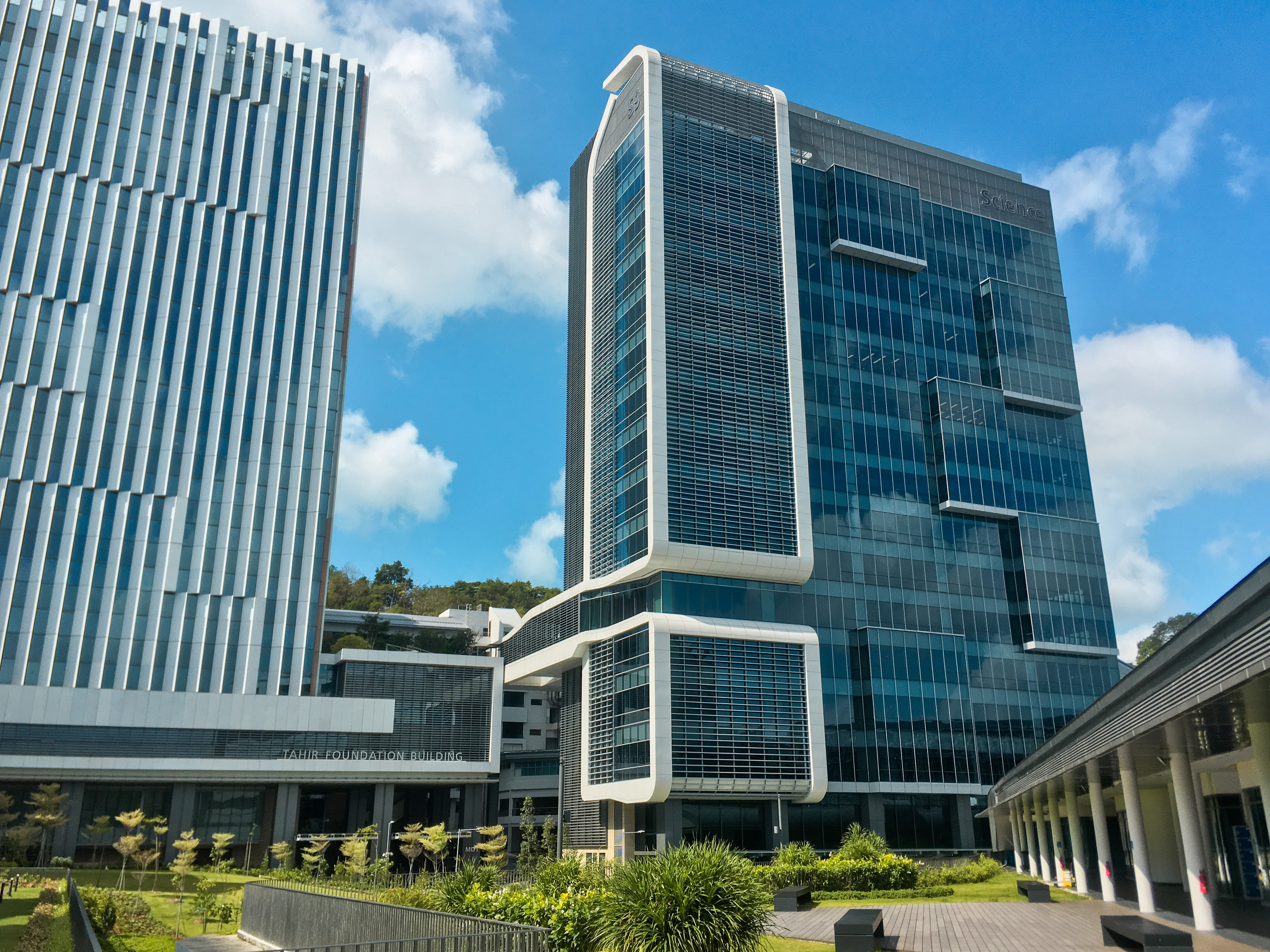
Khoa Khoa học Tư Nhiên NUS

### Integrative sciences and engineering
Được thành lập vào năm 2003 với muc đích khuyến khích nghiên cứu trong phòng thí nghiệm và áp dụng thực tiễn các ngành kỹ thuật và khoa học trong đời sống.

### Phân khoa Luật

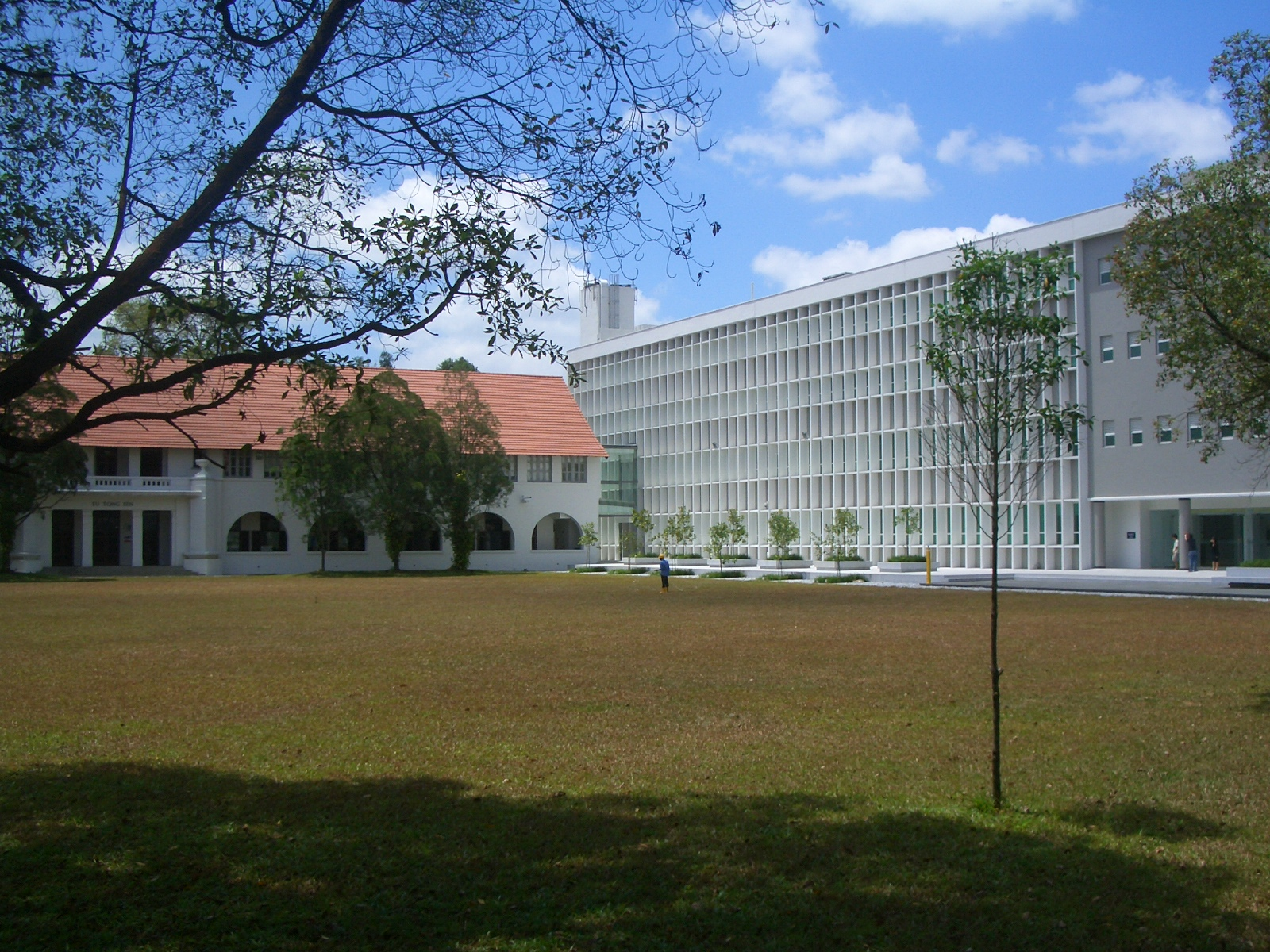
Phân khoa Luật NUS

Phân khoa Luật được thành lập trên tiền thân Viện Đại học Malaya vào năm 1956. Trường ban đầu hợp nhất khoa Luật với cơ sở chính tại Kent Ridge, nhưng quyết định dời lại về Bukit Timah vào năm 2006. 

### Trường Y Yong Loo Lin

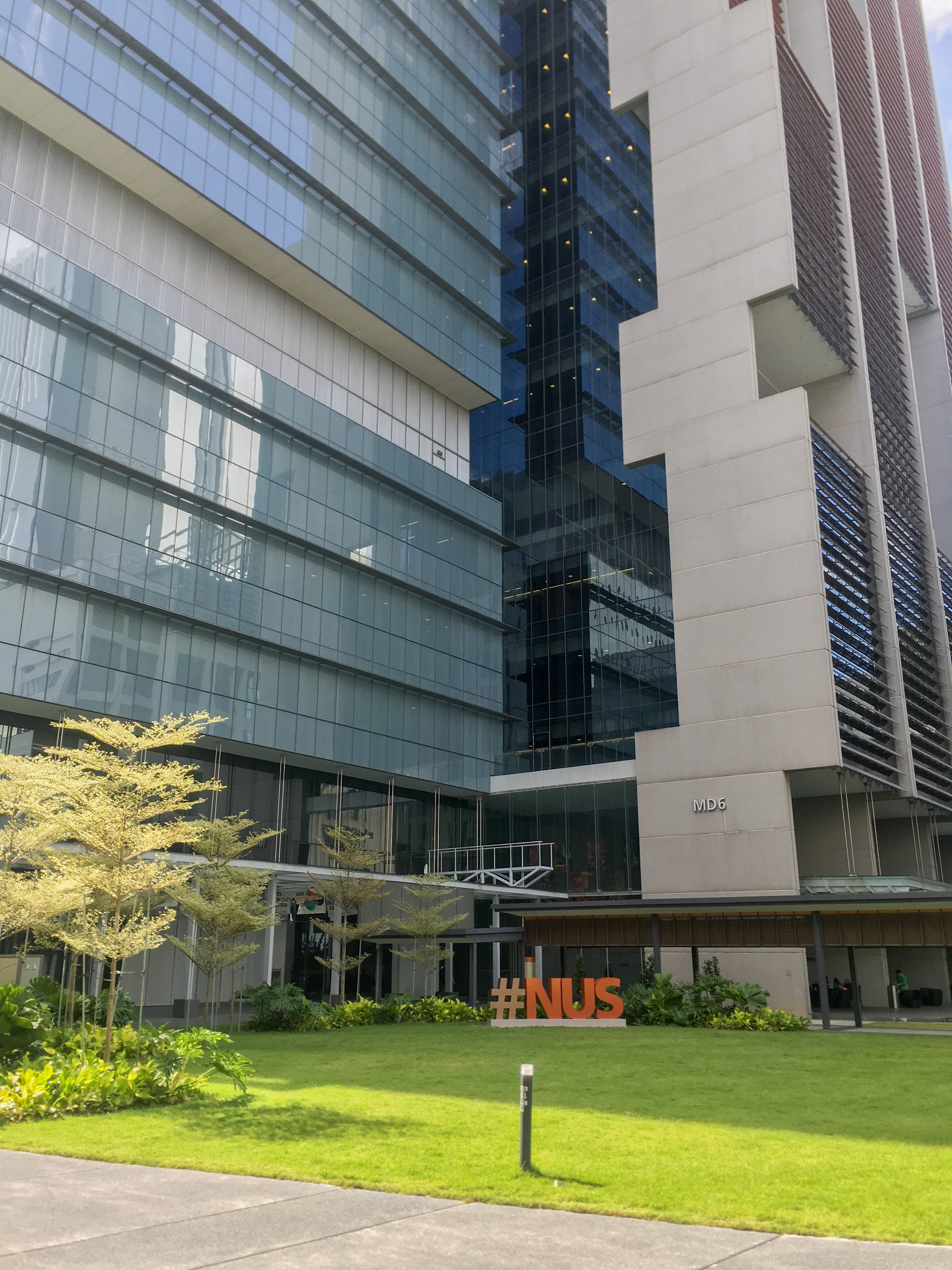
Trường Y Khoa NUS

Trường Y Yong Loo Lin của NUS là trường đầu tiên được thành lập, với lịch sử từ năm 1905. Các khoa của trường bao gồm Trung tâm Điều dưỡng học Alice Lee, khoa Giải phẫu, Phụ khoa, Nhi khoa, Tâm thần học, Viện Y Sinh...

### Nhạc viện Yong Siew Toh

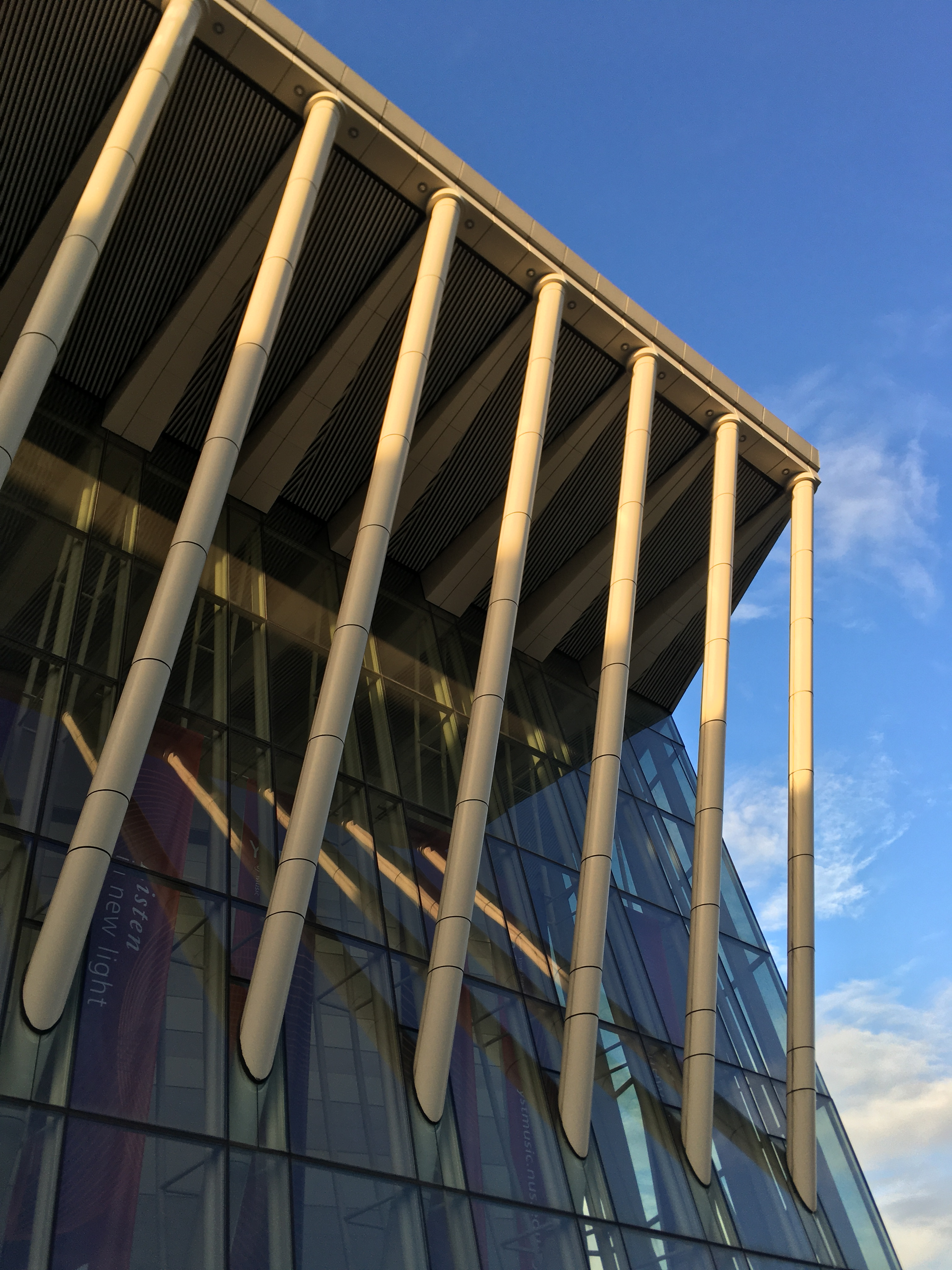
Nhạc viện NUS

Nhạc viện Yong Siew Toh được thành lập vào năm 2001, dưới sự hợp tác với Đại học Johns Hopkins của Mỹ. Đây là Nhạc viện đầu tiên của Singapore.

### Trường Y tế Công Cộng Saw Swee Hock
Trường Y tế Công Cộng Saw Swee hock được thành lập từ một nhánh của Khoa Y tế Công Cộng Viện Đại học Malaya vào năm 1948, và là trường duy nhất ở Singapore về Y tế Công Cộng.

### Trường Chính sách công Lý Quang Diệu
Trường Chính sách công Lý Quang Diệu được thành lập vào năm 2004, vốn được kế thừa từ khoa chính sách công thành lập năm 1992 với hợp tác của Đại học Harvard.

### Chương trình Học giả Đại học - USP
Chương trình Học giả Đại học (USP) là chương trình cử nhân được thành lập năm 2001, mỗi năm chấp nhận khoảng 240 học sinh. Chương trình USP nhấn mạnh vào các kỹ năng quan trọng trong học thuật và làm việc, bao gồm các kỹ năng tư duy, phân tích, tính toán, đặt đúng câu hỏi, nghiên cứu, và nhìn nhận sự viêc. Học sinh theo học chương trình USP sống ở Cinnamon College của NUS.

### Trường đại học Yale-NUS (cũ)
Hiện đã được sát nhập vào chương trình USP từ năm 2025.

### Khác
Ngoài ra, NUS còn bao gồm các trung tâm và tổ chức dưới đây liên quan đến dạy và học:
1. Centre for Development of Teaching and Learning (Trung tâm phát triển dạy và học)
2. Centre for Instructional Technology CIT (Viện công nghệ giảng dạy)
3. Centre for English Language Communication (Trung tâm Giao tiếp Tiếng Anh)
4. Institute of Systems Science (Viện Khoa học Hệ thống)
5. Centre for Teaching and Learning CTL at Yale-NUS College (Trung tâm dạy và học ở Đại học Yale-NUS College, hiện sẽ được sát nhập vào NUS)
6. Trường Trung học phổ thông Chuyên Toán và Khoa học NUS

### Danh sách các Viện Nghiên cứu trực thuộc NUS
NUS là một trong những trường đi tiên phong tại khu vực và thế giới về nghiên cứu khoa học, với 31 Viện Nghiên cứu lớn nhỏ khác nhau ở các mảng từ công nghệ thông tin, khoa học tự nhiên, đến khoa học xã hội và chính trị.
1. Viện Công nghệ Tài chính Kỹ thuật số Châu Á - thành lập năm 2021 dưới hợp tác với Ngân hàng Trung ương Singapore
2. Viện Nghiên cứu Châu Á học
3. Viện Nghiên cứu Ung thư Singapore - thành lập năm 2008
4. Trung tâm nghiên cứu Vật liệu 2D - thành lập năm 2014, hiện được điều hành bởi Konstantin Novoselov (chủ nhân giải Nobel Vật Lý năm 2010)
5. Trung tâm về Đổi mới Y tế và Kỹ thuật Y học
6. Trung tâm Luật pháp Quốc tế - thành lập năm 2009
7. Trung tâm Nghiên cứu Hàng hải học - thành lập năm 2005
8. Trung tâm Công nghệ Lượng tử - thành lập năm 2007
9. Trung tâm Nghiên cứu và Phân tích Viễn thám - dưới hợp tác với Trung tâm Khoa học và Kỹ thuật Singapore A*STAR
10. Viện Đông Á học - thành lập năm 1997
11. Viện Năng Lượng học
12. Viện Nghiên cứu Vật liệu thông minh - thành lập năm 2000
13. Viện Khoa học Toán học - thành lập năm 2000
14. Viện Bất động sản học - thành lập năm 2006
15. Viện Nam Á học
16. Viện Phương tiện Truyền thông và Tương tác số
17. Viện Sinh học
18. Viện Sinh cơ học
19. Viện Trung Đông học - thành lập năm 2007
20. Viện Thời đại mới - thành lập dưới hợp tác với Đại học Washington ở St.Louis
21. Viện Nghiên cứu Môi trường
22. Viện Quốc tế Châu Á học - thành lập năm 2009
23. Viện Công nghệ Nano
24. Viện Nghiên cứu NUS-Suzhou (dưới hợp tác kinh tế với tỉnh Giang Tô, Trung Quốc)
25. Viện Quản lý rủi ro - thành lập năm 2006
26. Viện Công nghệ Thần kinh học
27. Viện Nghiên cứu Nguyên tử và An toàn
28. Viện Nghiên cứu Năng lượng Mặt trời - thành lập năm 2008
29. Viện Temasek - thành lập năm 2000
30. Viện Hậu cần Châu Á - Thái Bình Dương
31. Viện Khoa học Nhiệt đới

Ngoài ra, NUS cũng có các cơ sở vật chất nghiên cứu tại các đơn vị giảng dạy, đặc biệt ở Trường Y Yong Loo Lin.

### Trung tâm Khởi nghiệp
Từ những năm 1980s, NUS bắt đầu chú trọng đến việc hỗ trợ và đầu tư cho khởi nghiệp và thành lập doanh nghiệp tại Singapore, bắt đầu từ việc thành lập Trung tâm Quản lý về Sáng tạo và Khởi nghiệp Công nghê năm 1988. Trung tâm này sau đso được đổi tên thành Trung tâm khởi nghiệp NUS (NUS Entrepreneurship Centre) và là một nhánh của NUS Entreprise.

## Cơ sở vật chất

### IT và công nghệ
Các cơ sở vật chất liên quan đến IT đều được điều hành bởi Trung tâm Máy tính của NUS. NUSNET là đơn vị được nghiên cứu và sử dụng trong giảng dạy và quản lý sinh viên - đây cũng là một trong những hệ thống quản lý sinh viên lớn nhất khu vực sử dụng siêu máy tính.

### Thư viện
NUS bao gồm 8 thư viện lớn rải rác trong trường, chưa tính đến các thư viện nhỏ hơn trực thuộc Viện nghiên cứu, Khoa, và Ký túc xá:

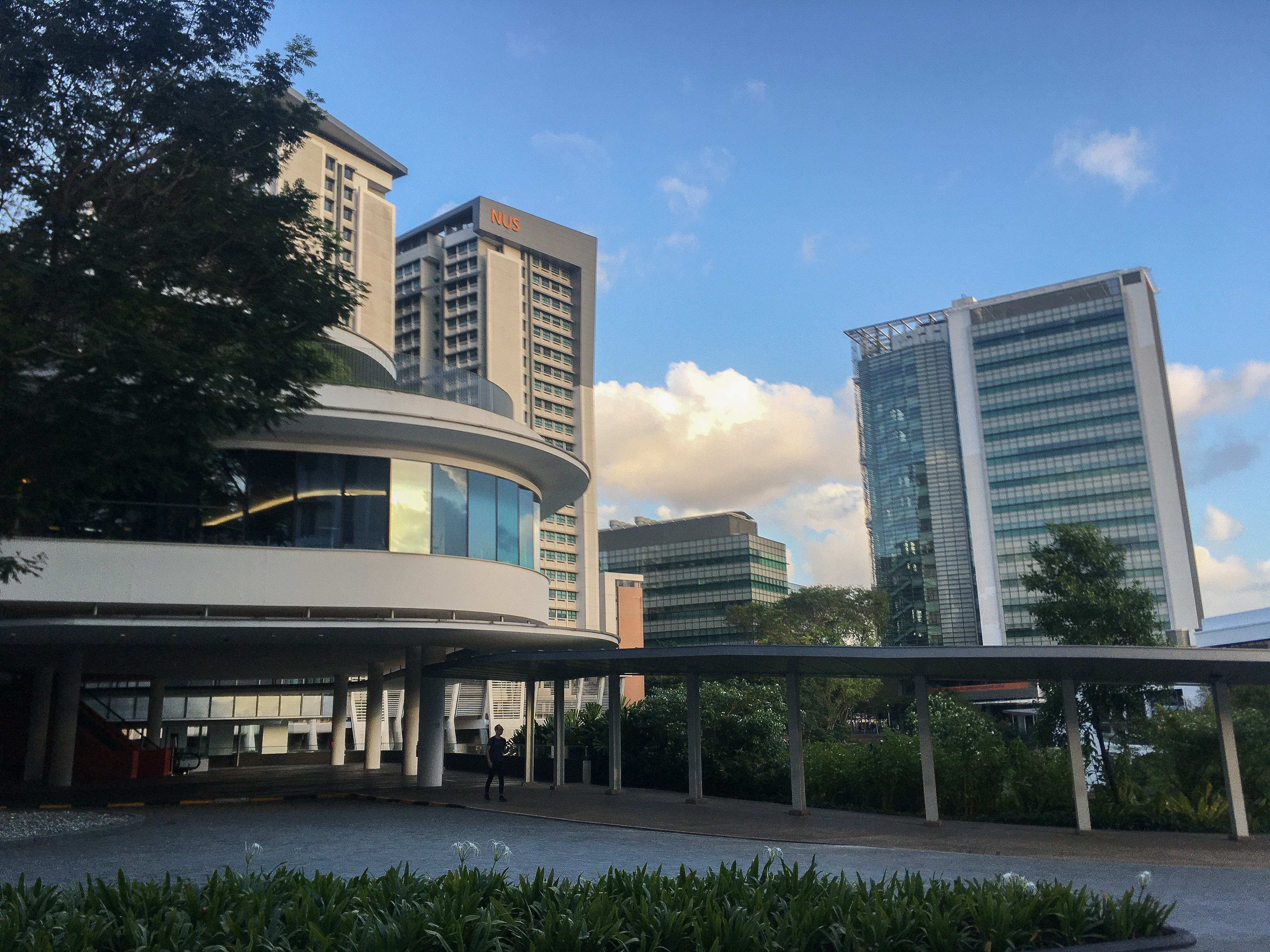
NUS UTown

1. Central Library (Thư viện Trung tâm)
2. Chinese Library (Thư viện Trung Quốc)
3. CJ Koh Law Library (Thư viện Luật CJ Koh)
4. Hon Sui Sen Memorial Library (Thư viện tưởng niệm Hon Sui Sen)
5. Medical Library (Thư viện Y học)
6. Music Library (Thư viện Âm nhạc)
7. Science Library (Thư viện Khoa học)
8. East Asian Institute Library (Thư viện của Viện Đông Á học)

### NUS University Town
University Town - gọi tắt là UTown - được mở từ năm 2011 và là khu phức hợp cơ sở vật chất lớn nhất của trường.

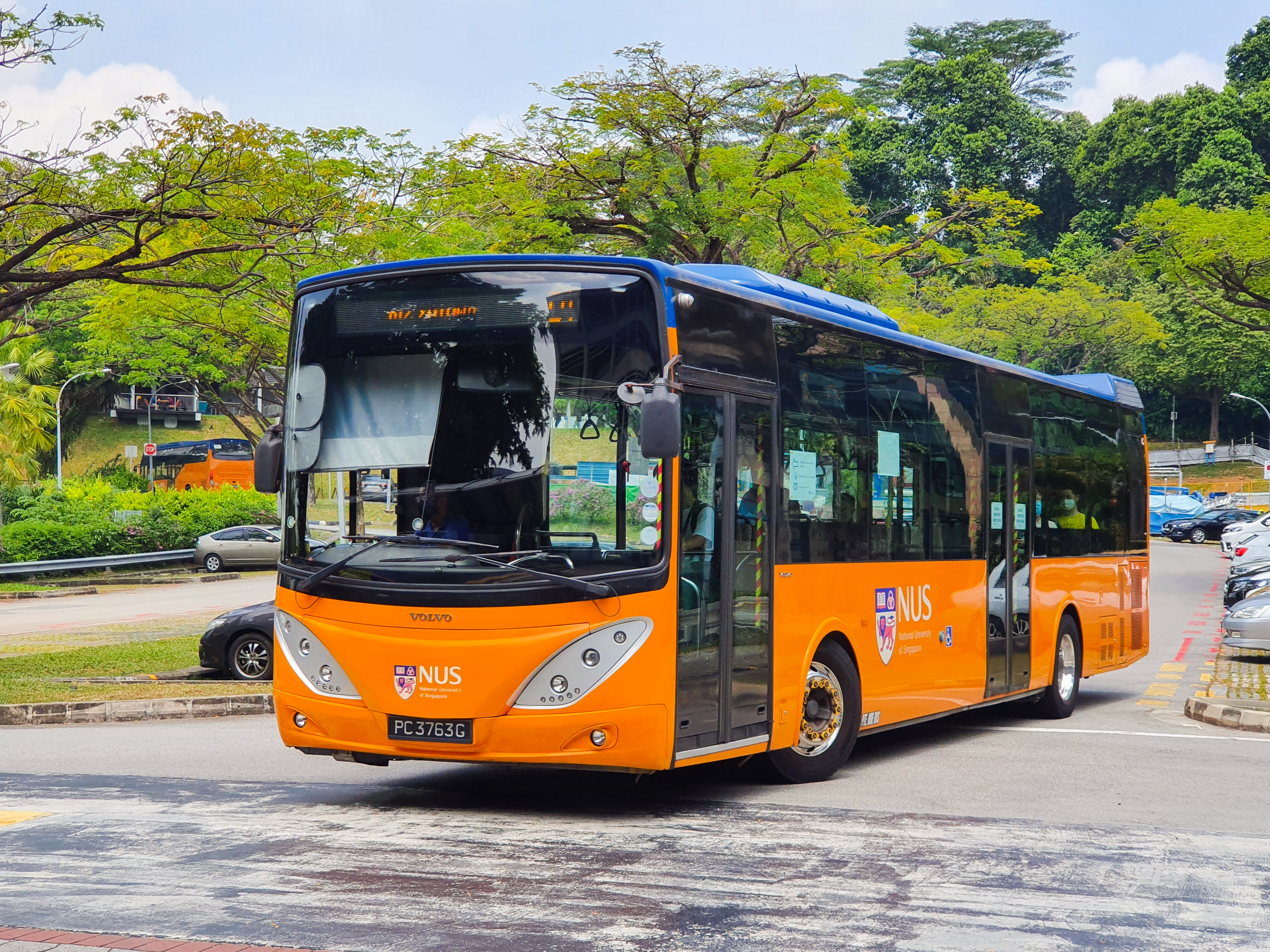
Xe buýt nội bộ NUS

### Giao thông Công cộng
NUS có một hệ thống xe buýt đưa đón sinh viên rải rác quanh trường và hoạt động gần như hằng ngày. Bao gồm các tuyến A1, A2, D1, D2, K, E, K, L, BTC)

## Ký túc xá sinh viên
NUS có ba loại Ký túc xá sinh viên: Hall of Residence, Student Residence, và Residential College, tổng cộng lên đến 12,000 chỗ ở.
Danh sách các Hall of Residence bao gồm:
1. Eusoff Hall
2. Kent Ridge Hall
3. King Edward VII Hall
4. Raffles Hall
5. Sheares Hall
6. Temasek Hall
7. Prince George's Park House

Các Hall of Residences nổi tiếng với nhiều hoạt động ngoại khóa và câu lạc bộ sinh viên, với mỗi Hall có một văn hóa và tuyên ngôn khác nhau.
Danh sách các Student Residence bao gồm;
1. Prince George's Park Residences
2. UTown Residences

Residential College yêu cầu sinh viên theo học một số các chương trình đặc biệt về một chủ đề nhất định trong xã hội:

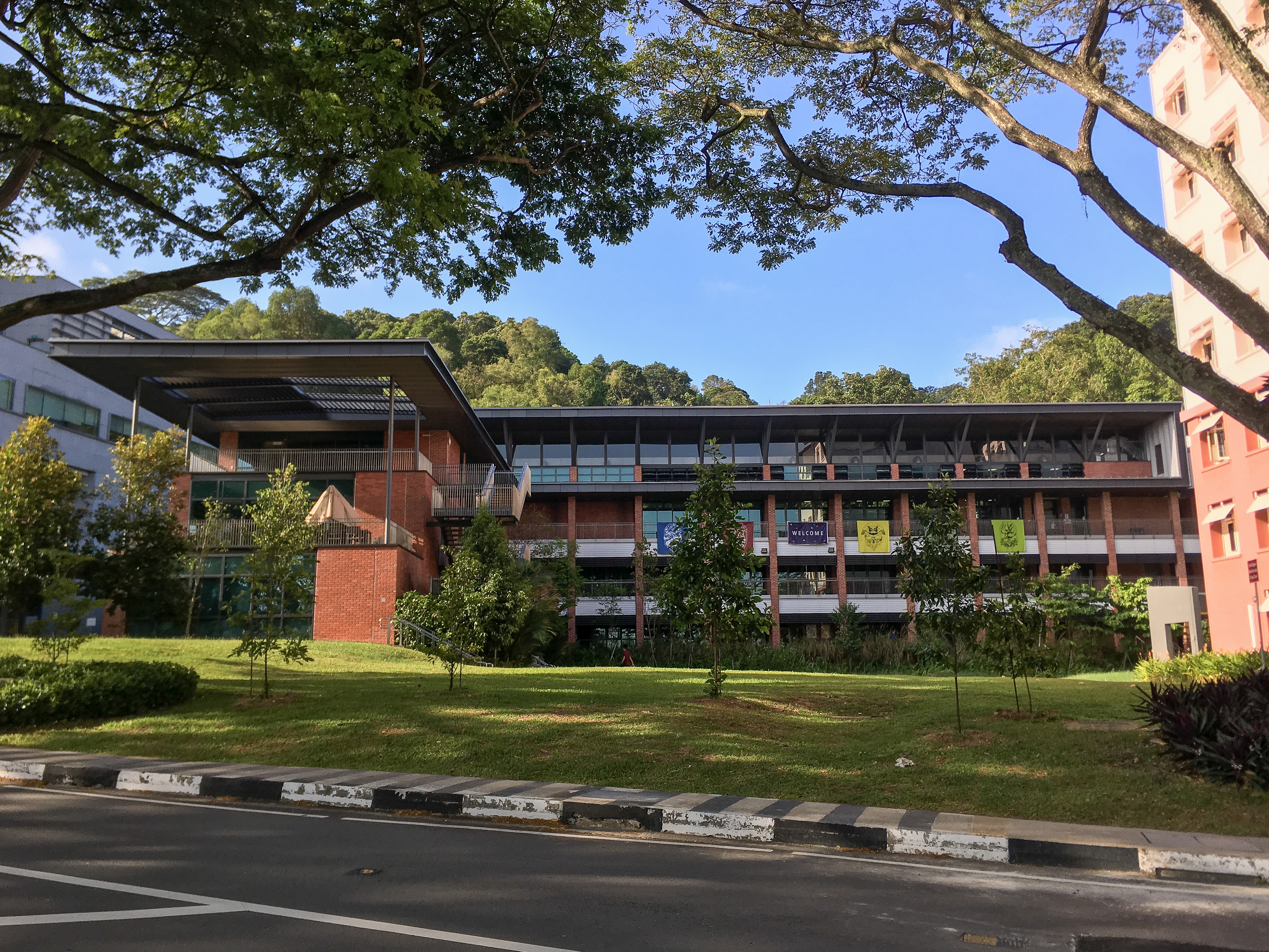
Ridge View Residential College

1. Cinnamon College (cho sinh viên theo học chương trình Học giả Đại học USP)
2. Tembusu College
3. College of Alice and Peter Tan
4. Residential College 4
5. Ridge View Residential College

## Cựu sinh viên và giáo sư nổi bật
- Nguyễn Xuân Phúc